# Усокаэ
Усокаэ (яп. 鷽替え усо-каэ, «обмен снегирей») — это японский новогодний праздничный обряд, который проводится ежегодно в большинстве синтоистских храмов «тэмман-гу» и некоторых других, и заключается в обмене деревянными фигурками снегирей (яп. 木鷽 киусо). Традиция берёт начало в храме Дадзайфу тэммангу (яп. 太宰府天満宮) в префектуре Фукуока.

## Подробнее
Считается, что стая снегирей спасла Сугавара-но Митидзанэ (будущего Тэндзина, которому поклоняются в храмах тэмман-гу) от пчелы, поэтому именно снегирь почитается в этих храмах.
Слово «усо» в японском языке помимо снегиря означает также ложь, поэтому смысл вкладываемый в этот обряд — сделать ложью беды и несчастья, произошедшие в прошлом году, и призвать удачу в новом году. Основное действие состоит в том, чтобы обменять своего деревянного снегиря, однако в разных храмах обычаи немного отличаются друг от друга. В некоторых дзиндзя нужно обменивать снегиря, полученного год назад на нового, в других — между участниками праздника происходит обмен новых снегирей.
Дата праздника в разных храмах так же приходится на разные числа января, а в Такиномия тэммангу (яп. 滝宮天満宮) он проводится 24 апреля, что связано с назначением Сугавара-но Митидзанэ на пост правителя провинции Сануки.